# Musica rock greca
Con musica rock greca ci si riferisce alla musica rock prodotta da gruppi e artisti greci. Tali produzioni sono spesso cantate in lingua greca o in lingua inglese.
Come avvenuto in altri paesi europei, la musica rock and roll fu introdotta in Grecia in seguito alla Seconda Guerra Mondiale dai soldati statunitensi di istanza nel paese, per poi esplodere con la successiva musica beat inglese esportata in tutto il mondo in seguito alla British Invasion dal 1964 in poi.

## Storia

### 1955-1963: L'introduzione del Rock in Grecia
Il 21 ottobre 1956 viene spesso convenzionalmente definita come la data di introduzione del rock and roll in Grecia. Fu in questo giorno che un gruppo musicale formato da soldati statunitensi della portaerei americana The Coral Sea  presentò per la prima volta canzoni di questo genere allo Zappeion.
Il concerto fu preceduto, nel febbraio dello stesso anno, dalla proiezione del film Il seme della violenza di Richard Brooks, che sollevava il tema della sovversione giovanile con la musica rock and roll. Nel novembre dello stesso anno viene proiettato il film Rock Around the Clock, che i giornali dell'epoca presentarono come una dimostrazione cinematografica della nuova danza. Alla fine del 1956, a Green Park si tenevano dimostrazioni quotidiane del nuovo ballo da parte di ballerini professionisti e orchestre dell'epoca., mentre in via Patision si svolsero i primi raduni al Top hat club ed al Senos club.
In questo contesto nacquero i primi negozi di dischi, che vendevano i singoli rock and roll su 7" e tra questi Orphanidis (piazza Kolokotroni), Electric Corner (Panespistimiou) e Discophile (galleria Nikoloudis).
Il rapporto della gioventù greca con il rock iniziò subito a essere registrato nei film greci. Già nel 1957, Vassilis Maros con il suo cortometraggio Athens Dances Rock and Roll ha ripreso scene caratteristiche dell'ascesa del rock and roll in Grecia.
Tra le prime band di Atene ad eseguire brani rock and roll vanno menzionati gli Adams Boy, un duo jazz che presto iniziò a suonare questo genere.

### 1962-1966: Nuovi influssi musicali

#### La British Invasion e la musica beat
Gia nel 1962 ad Atene si erano formati The Forminx e gli Juniors, anche se entrambe pubblicarono album solo dopo il 1964, sulla scia della British invasion e dell'esplosione della Beatlemania. The Forminx, che vedevano al loro interno un giovanissimo Vangelis, pubblicarono il loro primo 7" intitolato Jeronimo Yanka / Dream In My Heart su Decca Records nel 1964, mentre gli Juniors pubblicarono il singolo dai toni surf intitolato Babies' Yanka su Parlophone nel 1965. Sempre in questi anni seguirono altre band, come The Charms con il loro debutto discografico intitolato Charming Hully Gully / Shake With Charm (Popular, 1965), The Idols con He Is The One / Hello Honey  (Parlophone, 1966), The Olympians che debuttarono con Συγγνώμην / One More Time "Shake" (Philips, 1966) oppure ancora The M.G.C. con Miss Marple's Theme / Blame The Talent In The Family (Music-Box, 1966).

#### Il Folk Rock
Verso la metà degli anni '60 andava poi sviluppandoli una forma autoctona di Folk rock che combinava elementi della musica folk greca con la musica rock. Tra gli artisti più noti di questo filone c'era sicuramente Dionysis Savvopoulos, che pubblicò il suo primo singolo nel 1964 con il titolo di Εγερτήριο / Μια Θάλασσα Μικρή (Lyra).

### 1967-1974: La musica rock nella Dittatura dei Colonnelli
Nel 1967 la Grecia subisce il Colpo di Stato che porterà alla Dittatura dei Colonnelli e molti intellettuali, artisti e musicisti finiscono nelle liste di proscrizione. Tra questi vi furono attori come Irene Papas e musicisti rock come Vangelis, precedentemente membro dei The Forminx, Demis Roussos, già membro dei The Idols e The Stormies, e poi il musicista Loukas Sideras. I tre scapperanno a Parigi, dove segneranno una delle pagine più fortunate del rock greco.
Nonostante le difficoltà di reperire musica internazionale resa illegale nei primi anni di dittatura, ad inizio anni '70 ad Atene, intorno a Victoria Square e nella Plaka, erano nati alcuni rock club come il Kyttaro e l'Elaterion dove debuttarono band come i Socrates Drank the Conium, i Nostradamos, gli Exadahtylos, Vlassis Bonatsos, i Poll, gli Axis ed i Morka.

#### Il Rock psichedelico

Gli Aphrodite's Child nel 1972

Nel 1967 Vangelis, Demis Roussos e Loukas Sideras fondarono a Parigi la band Aphrodite's Child, che divenne uno degli episodi greci di musica rock più fortunati dell'epoca, prima con il loro End of the World (Mercury, 1968) e poi con It's Five O'Clock (Mercury, 1969) e 666 (Vertigo, 1968) con cui si guadagnarono la fama mondiale. Il loro suono viene spesso descritto come antesignano del futuro rock progressivo inglese.
Negli anni successivi il rock psichedelico si espanse anche in patria grazie a club come il Kyttaro, in cui debuttarono i Socrates Drank the Conium oppure all'Elaterion dove debuttarono i Poll. I primi si formarono nel 1969 e pubblicarono il primo album omonimo per la Polydor solo nel 1971 proponendo sonorità psichedeliche tendenti all'hard rock, mentre i secondi, che videro il loro primo 7" Άνθρωπε Αγάπα / Ήλιε Μου (Polydor) pubblicato nello stesso anno, proponevano sonorità psichedeliche dagli influssi folk rock e divennero poi tra i maggiori esponenti delle sonorità progressive rock. Lo stesso percorso fu fatto da band come gli Axis (un'altra band in esilio a Parigi), che dopo il singolo Long Time Ago / Shine Lady Shine (Riviera, 1971), virarono versa stilemi più decisamente progressivi.
Il suono psichedelico fu poi portato avanti da band come i Nostradamos che pubblicarono il loro primo album omonimo nel 1972 per la Zodiac.

#### Gli anni '70 ed il rock progressivo
Se gli Aphrodite's Child sono spesso considerati come anticipatori di sonorità in seguito attribuibili al rock progressivo britannico, ad inizio anni '70 andarono il suono progressivo andava sempre più diffondendosi anche in Grecia. Gli stessi Poll acquisirono queste sonorità già con il primo album intitolato Άνθρωπε... (Polydor, 1971), divenendo un punto di riferimento per la nuova onda musicale.
Kostas Tournas, che dei Poll era uno dei membri fondatori, pubblicò nel 1972 il suo album solista intitolato Aperanta Horafia (Polydor), una vera e propria opera rock che divenne un punto di riferimento per il prog greco successivo, anche per il suo lato politico, come atto di resistenza contro la Dittatura dei Colonnelli.

### 1975-1989: La musica rock dopo la caduta del regime

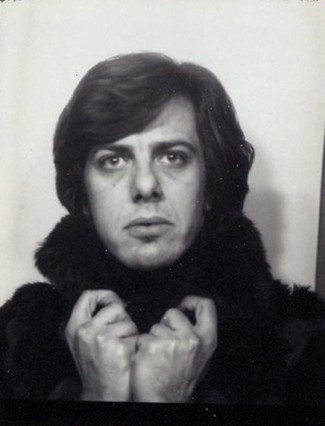
Pavlos Sidiropoulos in una foto del 1979

La caduta della dittatura fu seguita dal predominio culturale del pensiero progressista nonostante il governo fosse in mano alla destra. Per i conservatori di destra così come per la sinistra comunista (KKE), il rock era una forma di musica "importata" e la critica di quel periodo promuoveva perlopiù forme musicali basata sulle tradizioni locali come le composizioni di Mikīs Theodōrakīs o la vecchia popular music greca.
Se L'ex frontman degli Exadahtylos, Dimitris Poulikakos, realizzò un LP di prog rock di successo nel 1976, uno degli artisti rock più famosi del decennio fu Pavlos Sidiropoulos, che riuscì a fondere la musica rock con i testi in lingua greca soprattutto nella sua collaborazione con la band Spiridoula e l'album Flou (1978). Un altro importante musicista che sperimentò la lingua greca nel rock è stato Nikolas Asimos, che aveva registrato i suoi primi nastri illegali durante la dittatura militare.
Bisognerà però aspettare la fine degli anni settanta, con i primi gruppi punk rock e new wave, per vedere un nuovo interesse nella musica rock in Grecia. All'inizio degli anni '80, ci fu un'ampia differenziazione musicale nella scena man mano che nascevano nuove band, anche grazie al progressivo alleggerimento della censura di forme d'arte non gradite dall'establishment nazionale.

#### Hard & Heavy
Le sonorità hard rock erano già entrate nella musica greca grazie ai successivi dischi di band come i Socrates Drank the Conium oppure dei primi album degli Axis.
Durante la prima metà degli anni '80 andò formandosi la scena heavy metal greca: Una delle prime e seminali band della scena furono i Vice Human, che nacquero nel 1982 e pubblicarono il loro primo album omonimo nel 1984 per la Πολύαυλος ed il secondo Metal Attack nel 1985 per la Famous Music. A questa band pioniera seguirono gruppi di stampo speed metal/thrash metal come i Vavel, con il loro primo omonimo album del 1986, gli Spitfire con l'album di debutto First Attack pubblicato nel 1987 per la major EMI, Thanatos Inc. con il loro Life L.T.D. (FM Records, 1987), Nigel Foxxe's Inc con War Of The Godz (FM Records, 1988).
Sul finire degli anni '80, il metal trovò anche in Grecia nuovi sviluppi nella diversificazione delle sonorità. Un ruolo fondamentale in questo senso lo ebbero i Rotting Christ, una band attiva fin dall'84 con il nome di Black Church, che rilasciò il primo split album con i Sound Pollution nel 1989 con il titolo The Other Side Of Life. Queste band proponevano inizialmente un suono grindcore, ma ben presto diventarono il motore propulsore della scena black metal greca.

#### Punk rock
La scena punk greca (greco: Ελληνική πάνκ, pronunciato [eliniˈki ˈpank]) si sviluppò nei primi anni '80. Ad Atene band come Adiexodo, Genia Tou Chaous, Stress, Panx Romana, Ex-humans ed Anti erano una vera e propria scena aggregata con una diffusione propria ed indipendente e spesso tenevano concerti insieme, negli stessi luoghi. Come altrove, l'atteggiamento punk è stato liberamente utilizzato da vari individui, ma il più delle volte gli elementi chiave erano la rabbia giovanile e l'atteggiamento provocatorio e anti-establishment, ma anche la passione per la libertà, l'opposizione al pregiudizio, al razzismo e al nazionalismo. Un'altra scena importante era quella di Salonicco, con band come Γκούλαγκ, Εκτός Ελέγχου, Γκρόβερ.

#### New wave e post punk
Ad inizio anni '80 alcune band rock introdussero sonorità post-punk e new wave nella musica greca. I Mousikes Taxiarhies (Μουσικές Ταξιαρχίες - greco per brigate musicali) con il loro frontman Tzimis Panousis proponevano testi che per l'epoca erano considerati tra l'umoristico ed il satirico, con critiche a tutto campo nei confronti della vita politica della Grecia, suonando una miscela di influenze tra new wave, rock, reggae e funk. La band produsse una prima cassetta nel 1980 intitolata Disco Tsoutsouni e poi il primo LP su Columbia nel 1982 con il titolo Μουσικές Ταξιαρχίες.
I Syndromo si formarono nel 1980 Il loro primo album Syndrome-Rizes (Vertigo, 1982) era un mix di rock e funk, con un suono ispirato ai Talking Heads. I Syndromo avevano accenni all'eroina nella maggior parte delle loro canzoni.
All'inizio del 1981 si formarono i Fatme che combinavano in modo molto creativo elementi della musica tradizionale greca con il suono new wave/post-punk. Il loro frontman era Nikos Portokaloglou che è ancora un cantautore discografico di grande successo.
Pavlos Sidiropoulos, che in precedenza aveva fatto parte di band blues e prog, fonda un progetto post punk chitarristico chiamato Pavlos Sidiropoulos & Oi Aprosarmostoi, producendo alcuni dei suoi migliori album. Il loro primo album usci nel 1982 per la Columbia con il titolo Εν Λευκώ. 
Gli Trypes che nacquero nel 1983 e pubblicarono il primo omonimo album nel 1985 per la Ano Kato Records furono forse la band che ottenne più consensi. Un'altra band di questo filone fu il trio chiamato Mora Sti Fotia (Μωρά στη Φωτιά - Babies on Fire), il cui nome è stato ispirato dal titolo della canzone "Baby's on Fire" di Brian Eno.
All'inizio del 1981 si formò una nuova band Fatme che combinò in modo molto creativo elementi delle radici della musica popolare greca e del rock per la prima volta. Il loro frontman era Nikos Portokaloglou che è ancora un cantautore discografico di grande successo.
I Lefki Symphonia sono spesso considerati tra le band più importanti di questo periodo. Il loro suono era vicino alla darkwave europea. I membri erano Thodoris Dimitriou (voce) Takis Barmpagalas (ex "Forwand Music Quintet") (chitarra), Diogenes Chatzistefanidis (basso) e Spyros Harisis (batteria). Nell'ottobre del 1985 firmarono un contratto con la "Triple Action Studios III" per registrare sei tracce e l'anno seguente pubblicarono il loro primo lp dal titolo "Secret Gardens" della "EMI". Sonorità più goth rock vennero proposte dai Flowers of Romance, una band originariamente nata nel 1981 all'interno del circuito punk rock ed arrivata alla prima pubblicazione nel 1986 la cassetta autoprodotta Anovis. I Flowers of Romance arrivarono però all'LP solo nel 1990 e furono determinanti nella scena Goth di quegli anni.

#### L'emergere del rock alternativo
Tra i precursori della scena indie rock greca vi furono The Last Drive, una band nata nel 1983 che proponeva sonorità garage punk di matrice sixties. Il loro primo EP si intitolava Midnite Hop (Art Nouveau) ed era del 1985, arrivando poi all'LP nel 1986 con Underworld Shakedown (Hitch-Hyke Records).
Una delle band considerate seminali nella nascente scena indie rock di quell'epoca erano En Plo (Εν Πλώ - liberamente tradotto come "In viaggio attraverso una nave"). En Plo nacquero ad Atene nel 1985 da Ntinos Sadikis, Christos Politis e Dimos Zamanos. Fecero un solo concerto come spalla ai Green on Red al Rodon Club. Dopo vari cambi di formazione e pubblicazione di demo tape, nel 1989 pubblicarono il loro album di debutto omonimo. En Plo fu prodotto da Andreas Christofilis, remixato a Londra e pubblicato dall'etichetta ateniese Penguin Records in 1001 copie. Il loro suono combinava musica folk e noise rock.

### Gli anni '90 e l'espansione del rock greco
Negli anni '90 il rock greco, sulla scia dell'espansione del rock alternativo internazionale, conquistò sempre più consensi. Per la prima volta nella storia del rock greco, ci furono concerti di band greche in grandi locali con il tutto esaurito.

#### Gothic rock
Ad inizio anni '90 vi fu un notevole sviluppo all'interno del rock gotico, che già aveva visto i suoi esordi nel decennio precedente. I Flowers of Romance arrivarono all'album di debutto nel 1990 con Dorian Grey (Wipe Out! Records). A loro seguirono altre band come i Diafana Krina con il loro Egine i apolia synithia mas (Έγινε η απώλεια συνήθειά μας - Wipe Out! Records, 1996)

#### Il Rock alternativo
Mentre band del decennio precedente come i Trypes guadagnavano sempre maggiori consensi, una delle band di maggior successo in questo ambito furono i Xylina Spathia, che arrivarono all'album di debutto nel 1993 con Λιωμένο παγωτό ("Liomeno pagoto" - Ano Kato Records).

### 2000-2009

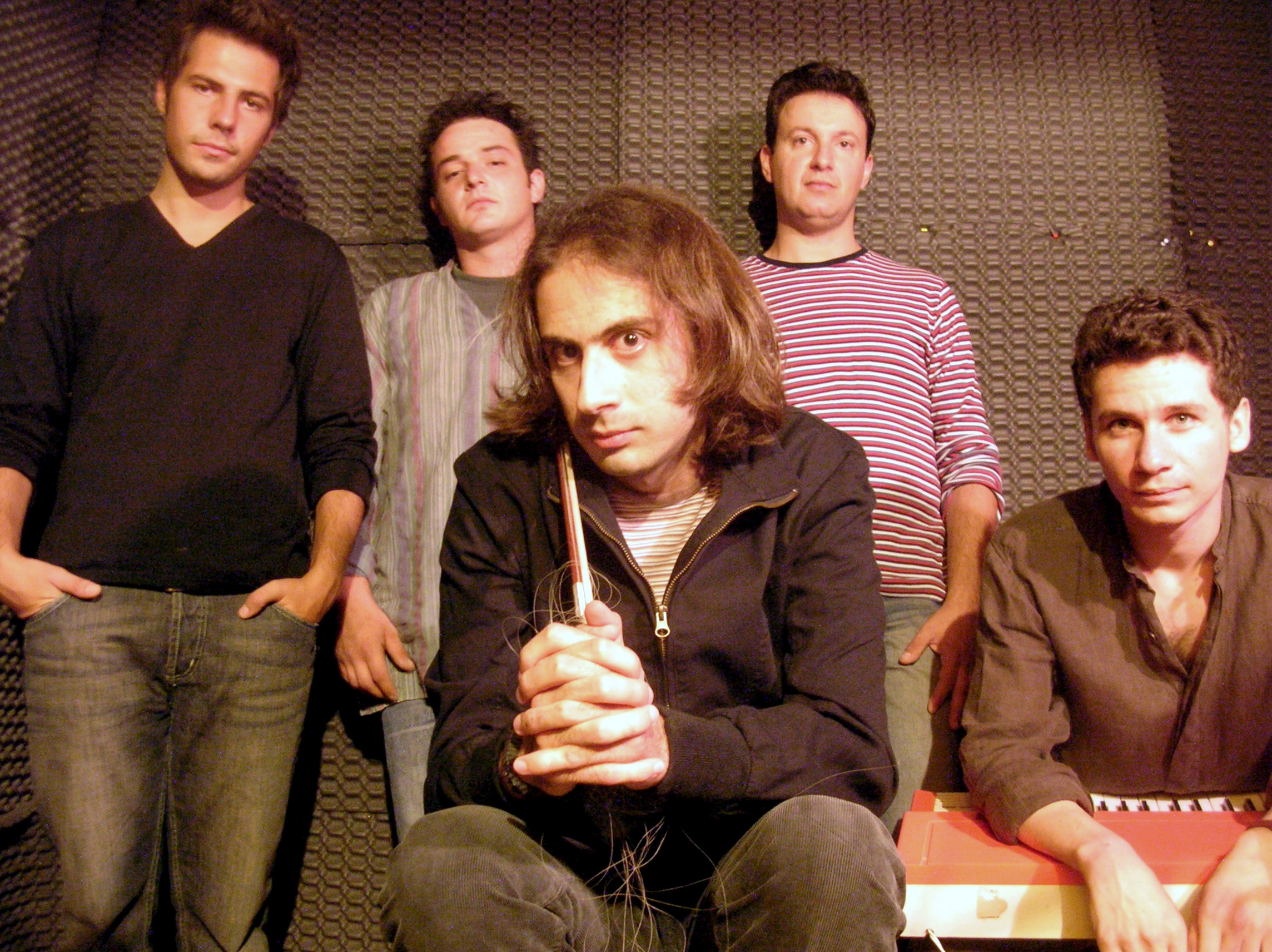
I Kore. Ydro. nel 2005

Durante questo decennio ebbe luogo un revival anglofono, con band come Raining Pleasure che raggiunsero fama mondiale, così come l'album Cheap Pop for the Elite della Rock/Pop Band Kore. Ydro. di Corfù che sono diventati i favoriti nella scena Rock/Pop underground.
I Firewind sono divenuti tra le band più importanti dell'heavy metal greco di questo periodo, pubblicando quattro album nel decennio e raggiungendo la popolarità internazionale. Il chitarrista della band, Gus G, si è esibito insieme a Ozzy Osbourne in sostituzione del suo ex chitarrista, mentre il tastierista Bob Katsionis ha pubblicato album personali. I Septic Flesh si sono riuniti e hanno registrato Communion, che ha ricevuto recensioni e riconoscimenti molto positivi.
Durante gli anni 2000 è emersa una piccola scena di band metal che suonavano metalcore/hardcore punk/screamo/deathcore.

### 2010-in poi

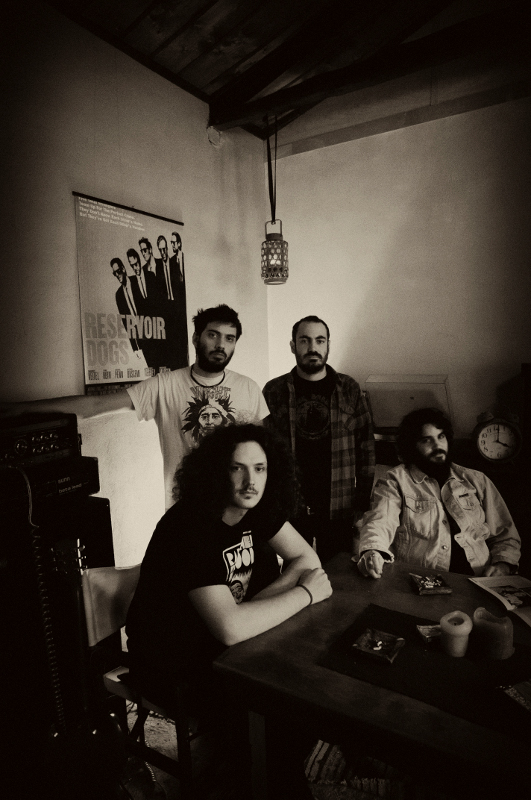
1000mods in una foto del 2011

Negli anni 2010 c'è stata una grande esplosione nella scena underground greca con musica rock pesante. Dozzine di band iniziarono a suonare heavy, stoner, southern, grunge rock ecc., con i principali pionieri Planet of Zeus e 1000mods che continuarono l'eredità di Nightstalker e girarono inesorabilmente in giro per l'Europa. Nel 2010 la band greca New Wave-Punk Barb Wire Dolls è diventata la prima band dalla Grecia a trasferirsi a Los Angeles dopo aver ricevuto una trasmissione continua sulla stazione radio KROQ "World Famous" di Los Angeles da Rodney Bingenheimer nel suo "Rodney on the Roq" per la loro canzone "California" dal loro EP autoprodotto Punk The Fussies!.